# Replay (單曲)
《Replay》，是日本樂團Mr.Children的第3張單曲。1993年7月1日發行。

## 簡介
《Replay》被用作江崎固力果餅乾條產品「Pocky」的廣告歌，是Mr.Children第一個成功大熱的商業搭配。在Oricon公信榜單曲週榜中最高排行第19位，在榜期間銷量為8.83萬張。第一次進入Oricon公信榜前20位，為下一首單曲《CROSS ROAD》的大爆發奠定基礎。
副歌《All by myself》是1992年的原創專輯《Kind of Love》的single-cut歌曲。

## 收錄曲目
1. Replay
作詞、作曲：櫻井和壽；編曲：小林武史 & Mr.Children
江崎固力果餅乾條產品「Pocky」的廣告歌
2. All by myself
作詞、作曲：櫻井和壽；編曲：小林武史 & Mr.Children
3. Replay (Instrumental Version)

## 外部連結
- 唱片介紹（页面存档备份，存于） Mr.Children官方網站